# NRJ
NRJ（法语发音 [enɛʁʒi]，与英文发音相同）是一家总部位于法国巴黎的广播电台，成立于1981年7月15日。该电台主要播放流行音乐，是全法收听率较高的广播电台之一。
NRJ自2000年起每年都会与TF1合作举办NRJ音乐奖。